# 광선빔

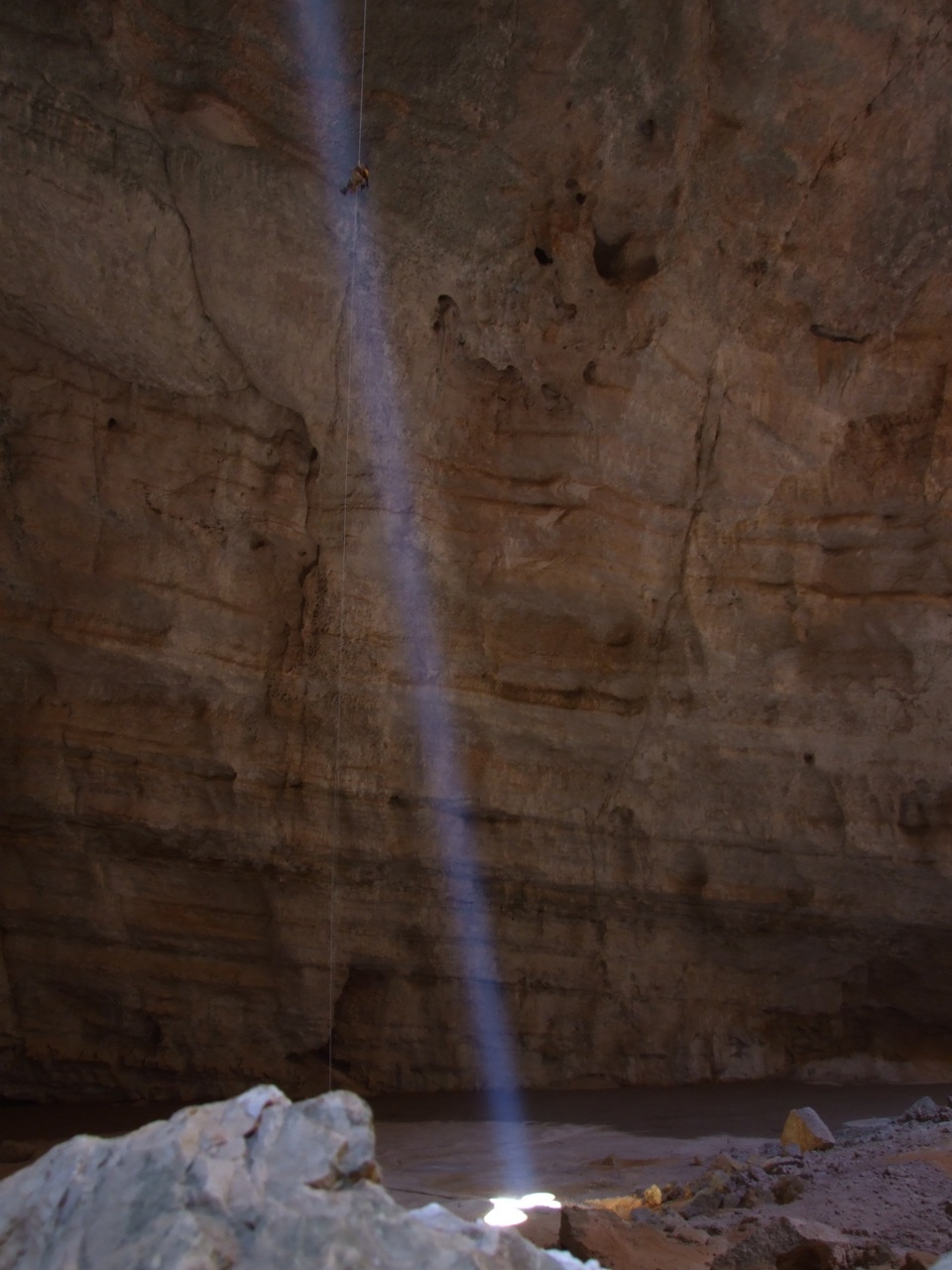
햇빛이 자연적으로 만든 광선빔

광선빔(光線beam), 광선 또는 광선살은 한쪽 방향으로 집중된 빛을 말한다.
공기 중에 먼지·안개·연기 등이 있으면 산란에 의해 빛이 지나가는 길이 보인다.
인위적으로 광선빔을 만들어내는 도구에는 전조등, 스포트라이트 등이 있으며, 여기에는 포물선형 거울을 쓴다. 그밖에도 레이저가 있다.

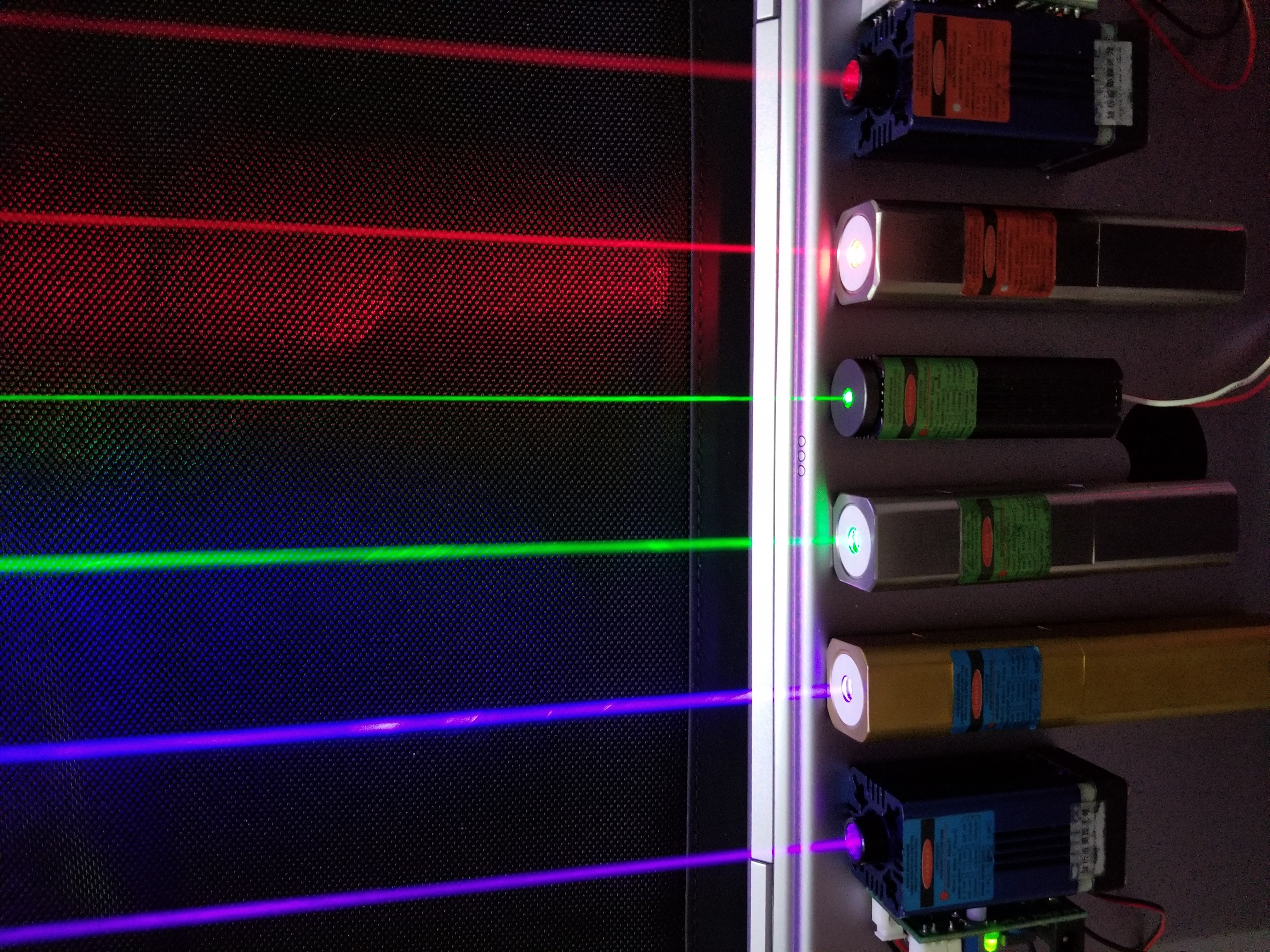
레이저빔을
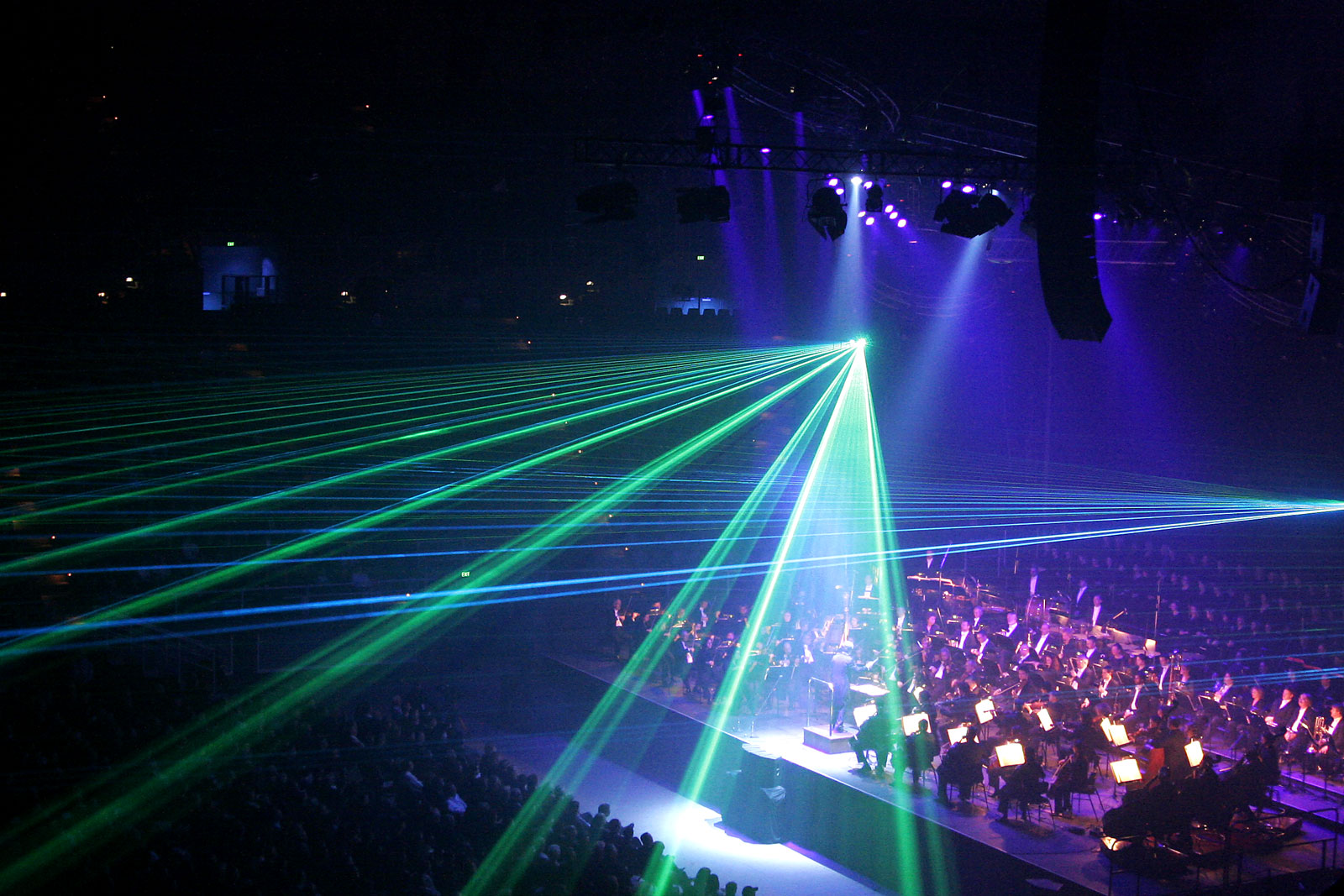
레이저빔을 이용한 무대 특수효과.

## 같이 보기
- 틈새빛살
- 빛기둥
- 광선
- 상대론적 분사출